# Piece of My Heart
«Piece of My Heart» es una canción romántica de soul escrita por Jerry Ragovoy y Bert Berns, grabada originalmente por Erma Franklin en 1967. El sencillo de Franklin alcanzó en diciembre de 1967 el puesto número 10 en la lista Billboard Hot Rhythm & Blues Singles en Estados Unidos.
La canción ganó popularidad cuando Big Brother and the Holding Company, con Janis Joplin como vocalista principal, hizo una versión en 1968 que se convirtió en un éxito mucho mayor. Después de esto, la versión de Franklin fue nominada al premio Grammy a la «Mejor Interpretación Vocal Femenina de R&B». Desde entonces, la canción ha sido reinterpretada por Dusty Springfield también en 1968, Faith Hill en 1994 y como un dúo por Melissa Etheridge y Joss Stone en 2005.
En 2004, la versión de Big Brother and the Holding Company fue clasificada en el puesto número 353 en la lista de las «500 mejores canciones de todos los tiempos» de la revista Rolling Stone. La canción también está incluida entre las 500 canciones que dieron forma al rock and roll del Salón de la Fama del Rock and Roll. En 1999, la versión de Big Brother and the Holding Company fue incluida en el Salón de la Fama de los Grammy.

## Versión original
La versión original de «Piece of My Heart» fue grabada por Erma Franklin, la hermana mayor de Aretha Franklin, en 1967 para el sello Shout de Bert Berns, con la misma canción en ambos lados del sencillo de vinilo de 7 pulgadas. Bert Berns le pidió a Van Morrison, a quien estaba produciendo, que grabara la canción, pero Morrison declinó, prefiriendo hacer su propio material.
La canción alcanzó el puesto número 10 en diciembre de 1967 en la lista Billboard Hot Rhythm & Blues Singles en Estados Unidos y también llegó al puesto número 62 en la lista Billboard Pop Singles. En Canadá, alcanzó el número tres en la CKFH Soul Survey. Cash Box comentó que «comienza con menos volumen de lo esperado, lo que solo enfatiza la construcción que sigue». Record World dijo: «El lado con estilo gospel de Erma se convertirá en uno tremendo. La chica realmente lo hace bien».
El sencillo de Franklin fue nominado al premio Grammy a la «Mejor Interpretación Vocal Femenina de R&B», cuyo ganador se reveló en marzo de 1969 en la 11ª entrega anual de los premios Grammy. El premio fue para la hermana de Franklin, Aretha, por la canción «Chain of Fools».
En el Reino Unido y algunos otros países europeos, el sencillo fue reeditado en 1992 después de aparecer en un popular comercial de jeans Levi's («Cinderella» también conocido como «Night and Day» dirigido por Tarsem Singh). La reedición alcanzó el puesto número 5 en Dinamarca, el número 9 en los Países Bajos y el Reino Unido, y el número 10 en Irlanda.

### Gráficos

#### Rendimiento semanal
| Listas (1967–1968)                     | Mejor posición |
| -------------------------------------- | -------------- |
| Reino Unido R&B (Record Mirror)        | 5              |
| Estados Unidos (Billboard Hot 100)     | 62             |
| Estados Unidos (Hot R&B/Hip-Hop Songs) | 10             |

#### Rendimiento anual
| Listas (1992)                      | Mejor posición |
| ---------------------------------- | -------------- |
| Bélgica (Flandes) (Ultratop 50)    | 33             |
| Dinamarca (IFPI)                   | 5              |
| España (Eurochart Hot 100)         | 34             |
| Irlanda (IRMA)                     | 10             |
| Países Bajos (Dutch Top 40)        | 11             |
| Países Bajos (Mega Single Top 100) | 9              |
| Reino Unido (UK Singles Chart)     | 9              |

## Versión de Big Brother and the Holding Company
La canción se convirtió en un éxito pop mucho mayor cuando fue grabada por Big Brother and the Holding Company en 1968 con Janis Joplin como cantante principal. La canción fue tomada del álbum del grupo Cheap Thrills, grabado en 1968 y lanzado por Columbia Records. Esta versión de cuatro minutos y 15 segundos llegó al puesto número 12 en la lista Billboard Hot 100 de Estados Unidos. Billboard la calificó como «dinamita», afirmando que «este estruendoso tratamiento de baile hará vibrar el Hot 100». Cash Box dijo que es una «interpretación explosiva» con una «vocalista Janis Joplin llena de energía» y también elogió a la banda de acompañamiento.
La instrumentación de la canción fue arreglada por Sam Andrew, quien realizó tres solos de guitarra distorsionados y fuertes para darle un toque psicodélico. El lado B fue «Summertime». Otra versión tenía como lado B «Turtle Blues».
Franklin dijo en una entrevista que cuando escuchó por primera vez la versión de Joplin en la radio, no la reconoció debido al arreglo vocal. La escritora cultural Ellen Willis escribió sobre la diferencia: «Cuando Franklin la canta, es un desafío: no importa lo que me hagas, no permitiré que destruyas mi capacidad de ser humana, de amar. Joplin parece más bien decir, seguramente si sigo aguantando esto, si sigo dando un ejemplo de amor y perdón, seguramente él tiene que entender, cambiar, devolverme lo que he dado». De esta manera, Joplin utilizó las convenciones del blues no para trascender el dolor, sino para «gritarlo hasta hacerlo desaparecer».
Hasta su muerte en 1970, «Piece of My Heart» fue el mayor éxito en las listas y la canción más conocida de Joplin. («Me and Bobby McGee», escrita por Kris Kristofferson, eclipsó a «Piece of My Heart» cuando apareció después de su muerte en 1970. Llegó al número 1 en 1971). «Piece of My Heart» sigue siendo la canción más asociada con Joplin y continuó recibiendo difusión mucho después de su muerte. Berns nunca llegó a escuchar la versión de Joplin, ya que murió de un ataque al corazón el 30 de diciembre de 1967.

### Certificaciones
| País           | Organismo certificador | Certificación | Ventas certificadas | Ref.   |
| -------------- | ---------------------- | ------------- | ------------------- | ------ |
| Italia         | FIMI                   | Oro           | 25 000              | [ 24 ] |
| Estados Unidos | RIAA                   | Platino       | 1 000               | [ 25 ] |

## Versión de Faith Hill
La artista estadounidense de country Faith Hill incluyó la canción en su álbum debut, Take Me as I Am (1993); su versión alcanzó el número 1 en las listas de música country en 1994. La versión de Hill era más suave, con una instrumentación country tradicional. Antes de grabarla, Hill no conocía la canción, especialmente la interpretación de Janis Joplin. Los productores de Hill le prohibieron escuchar la versión de Joplin hasta que completara su propia grabación.
Hill regrabó el tema para la banda sonora de la serie de televisión King of the Hill, lanzada en 1999. Esta versión, con un tono más enérgico, también se encuentra en la edición internacional de su tercer álbum, Faith (retitulado Love Will Always Win fuera de los EE. UU.) de 1998 y en el álbum de grandes éxitos internacional «There You'll Be» de 2001. Su versión original fue incluida en su álbum recopilatorio The Hits de 2007.

### Recepción de la crítica
Cyndi Hoelzle y Lisa Smith del Gavin Report escribieron: «¿Cuánto tiempo te tomó reconocer esta canción? Faith toma el clásico de Janis Joplin (en realidad un éxito de 1968 para su banda Big Brother and The Holding Company) y lo transforma en un enérgico lamento country».

### Gráficos

#### Rendimiento semanal
| Listas (1994)                           | Mejor posición |
| --------------------------------------- | -------------- |
| Estados Unidos (Bubbling Under Hot 100) | 15             |
| Estados Unidos (Hot Country Songs)      | 1              |

#### Rendimiento anual
| Listas (1994)                            | Posición |
| ---------------------------------------- | -------- |
| Canadá Country Tracks (RPM)              | 13       |
| Estados Unidos Country Songs (Billboard) | 22       |

## Versión de Melissa Etheridge y Joss Stone
Un popurrí en vivo de esta canción junto con «Cry Baby» de Janis Joplin y Full Tilt Boogie Band de 1971 se convirtió en un exitoso dúo para la cantante de rock estadounidense Melissa Etheridge y la cantante de soul inglesa Joss Stone cuando fue lanzado en iTunes Store después de que lo interpretaron en la 47.ª edición de los Premios Grammy el 13 de febrero de 2005, en homenaje a Joplin. Etheridge la había cantado anteriormente en Woodstock '94 como parte de un popurrí de cuatro canciones de Joplin.
El popurrí de Etheridge con Joss Stone alcanzó el número 32 en el Billboard Hot 100 y el número 2 en los Hot Digital Tracks en abril de 2005. La actuación también marcó el primer regreso público de Etheridge después de su batalla contra el cáncer de mama, apareciendo con la cabeza calva debido a los efectos de la quimioterapia. Etheridge también grabó una versión en solitario de «Piece of My Heart» en su álbum de grandes éxitos de 2005, Greatest Hits: The Road Less Traveled.